# Friendzone (relatievorm)
Friendzone is een denkbeeldige ruimte waarin iemand zich bevindt die in romantisch of seksueel opzicht meer van een vriend of vriendin verwacht dan deze hem of haar kan of wil geven. De term wordt voornamelijk gebruikt met betrekking tot heteroseksuele relaties. Het zich bevinden in de friendzone wordt algemeen gezien als een onwenselijke situatie voor de afgewezen persoon.
In het Engels taalgebied wordt het werkwoord to friendzone gebruikt. Een persoon kan dus iemand anders actief in de friendzone plaatsen. Voor de afgewezen persoon voelt het onprettig om zich als het ware gevangen te voelen in een zone op afstand van de vriend. Zo iemand kan zich zelfs wanhopig voelen. Op het internet zijn daarom vele websites te vinden met tips om niet in de friendzone te komen of er om weer uit te raken.

## Achtergrond
Sommige psychologen betogen dat een man in een vriendschappelijke relatie vaker seksueel wordt aangetrokken door zijn vriendin dan andersom. Ook stellen zij dat de man vaker geneigd is om de interesse van zijn vriendin voor een liefdesrelatie of seksuele relatie te overschatten. Volgens Ally Fogg, schrijver voor de website van The Guardian, duidt de term op een werkelijk bestaande emotionele toestand voor heteroseksuele mannen met een laag zelfbeeld en weinig zelfvertrouwen.
Hoewel de term friendzone op het oog genderneutraal is, wordt deze vaak gebruikt om een situatie te beschrijven waarbij een man in de friendzone van een vrouw wordt geplaatst. De vrouw is dan het object van het onbeantwoord verlangen van de man. De omgekeerde situatie, waarbij een man een vrouw in zijn friendzone plaatst, komt evenwel ook voor.

## Populariteit van de term
De term is populair geworden doordat hij gebruikt werd in verschillende televisieseries en fims:
- De term friendzone werd breder bekend in 1994 door een aflevering van de Amerikaanse sitcom Friends getiteld "The One with the Blackout". De persoon Ross Geller, had liefdesverdriet vanwege Rachel Green. Geller werd door een van de andere spelers Joey Tribbiani, beschreven als de burgemeester van de friendzone ("mayor of the friend zone").
- In aflevering 103 van de tv-serie Scrubs uit 2001, getiteld "My Best Friend's Mistake", is J.D. ervan overtuigd dat hij in de friendzone van Elliot terechtkomt, als hij de kans mist om haar te zoenen binnen 48 uur. Dit leidt tot een komische scene wanneer een kleine kamer vol staat met andere mannen die in het verleden interesse hadden voor Elliot.
- In de film Just Friends die in 2005 verscheen, wordt een van de hoofdrolspelers (vertolkt door Ryan Reynolds) na 10 jaar afstand verenigd met zijn vriend (gespeeld door Amy Smart). Zij vertelt hem dat zij van hem houdt "als een broer". Daarmee drukt zij bij hem alle hoop de kop in dat hij haar ooit als liefdespartner zal kunnen krijgen.
- MTV zond tussen 2011 en 2013 een realityshow uit met als titel FriendZone. Elke aflevering is gebaseerd op een stel vrienden waarvan de één een relatie met de ander wil beginnen.